# Rothmans International London 1975
Il Rothmans International London 1975 è stato un torneo di tennis giocato sul sintetico indoor. È stata la 6ª edizione del torneo, che fa parte del World Championship Tennis 1975. Si è giocato a Londra in Gran Bretagna, nella Royal Albert Hall, dal 3 all'8 marzo 1975.

## Campioni

### Singolare
Mark Cox ha battuto in finale  Brian Fairlie con il punteggio di 6–1 7–5

### Doppio
Paolo Bertolucci /  Adriano Panatta hanno battuto in finale  Jürgen Fassbender /  Hans-Jürgen Pohmann con il punteggio di 6–3, 6–4